# Blow 'Em Up
Blow 'Em Up est un film muet américain réalisé par Charley Chase et sorti en 1922.

## Fiche technique
- Titre : Blow 'Em Up
- Réalisation : Charley Chase
- Production : Rolin Films
- Genre : Comédie
- Dates de sortie :
  - États-Unis : 5 février 1922

## Distribution
- Snub Pollard
- Marie Mosquini